# To the Manor Born
To the Manor Born est une sitcom britannique en vingt épisodes de 30 minutes créée par Peter Spence, diffusée du 30 septembre 1979 au 29 novembre 1981 sur BBC One. Un spécial Noël a été diffusé en 2007.

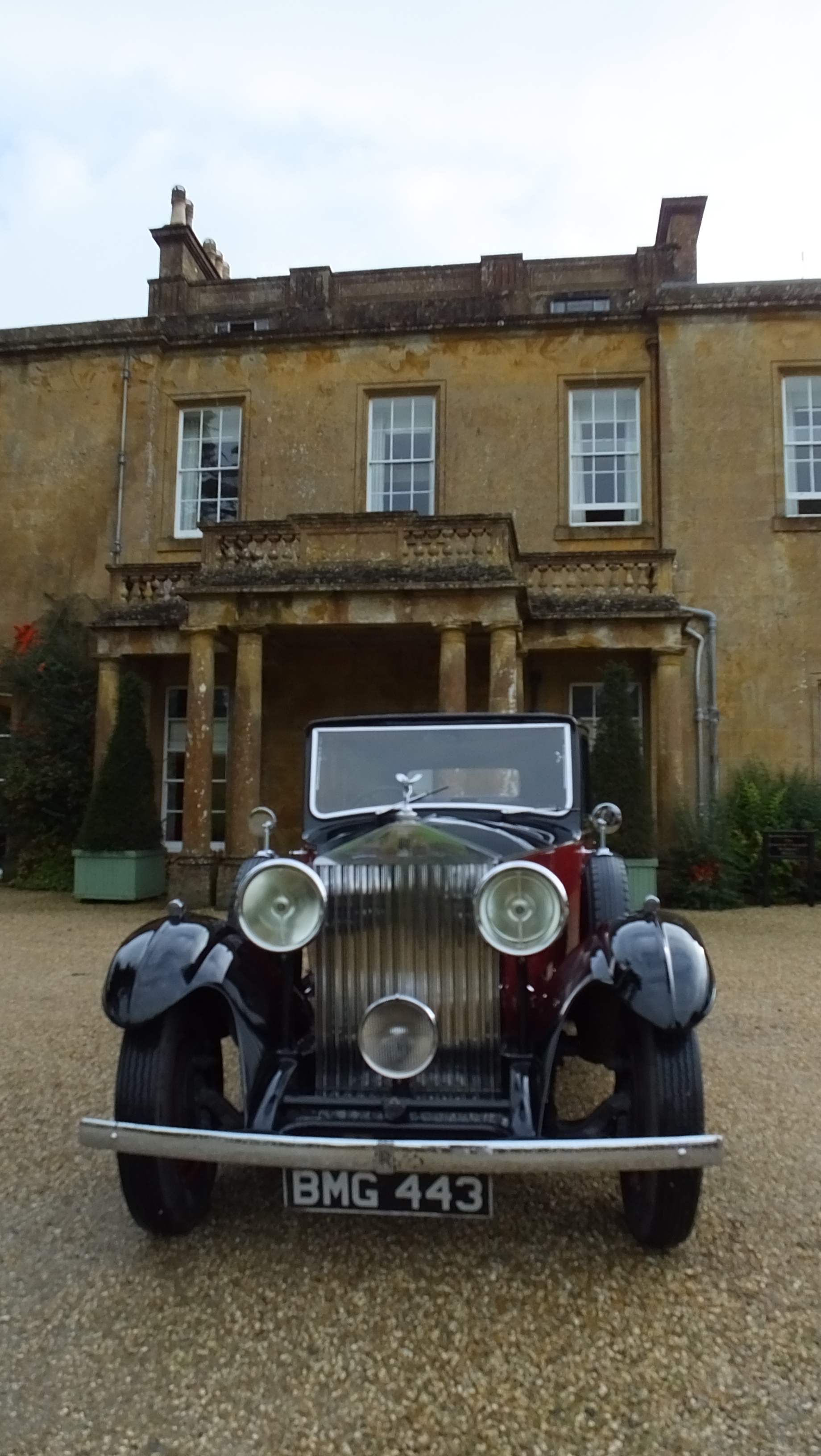

Cette série télévisée très populaire reçut de fortes audiences, permettant à ces acteurs, comme Penelope Keith, de devenir célèbres au Royaume-Uni.
Cette série est inédite dans tous les pays francophones.

## Distribution
- Penelope Keith (en) : Audrey fforbes-Hamilton
- Peter Bowles : Richard DeVere (Bedrich Polouvicka)
- Angela Thorne (en) : Marjory Frobisher
- Daphne Heard (en) : Mrs Maria Polouvicka (Mrs Poo)
- John Rudling (en) : Brabinger (le Butler)
- Michael Bilton (en) : Old Ned
- Gerald Sim : The Rector
- Daphne Oxenford (en) : Mrs Patterson